# Jarosław Jach
Jarosław Jach (Bielawa, 17 febbraio 1994) è un calciatore polacco, difensore svincolato.

## Caratteristiche tecniche
Difensore centrale, può giocare anche come terzino sinistro.

## Carriera

### Club
Cresciuto nelle giovanili del Pogoń Pieszyce e del Lechia Dzierżoniów, nel 2013 viene acquistato dallo Zagłębie Lubin, che lo inserisce nella sua squadra riserve. Dopo una stagione con la seconda squadra, nel 2014 viene promosso in prima squadra, in cui esordisce il 27 maggio dello stesso anno contro il Podbeskidzie Bielsko-Biała, entrando al 74º minuto di gioco al posto di Đorđe Čotra. La squadra retrocede in seconda divisione, dove Jach trova più spazio, contribuendo alla promozione in massima serie. Nel 2015-2016 segna il primo gol nella partita vinta per 2-1 contro il Podbeskidzie Bielsko-Biała il 22 novembre 2015. Ottiene il terzo posto in campionato. Nel 2016-2017 trova posto come titolare dopo la partenza di Maciej Dąbrowski: è tra gli elementi chiave della difesa dello Zagłębie, che è la quinta meno battuta del campionato. A causa di un infortunio, però, resta fuori dai campi per tre mesi.
Il 23 gennaio 2018 firma un contratto di tre anni e mezzo con gli inglesi del Crystal Palace, che a luglio lo girano in prestito ai turchi del Çaykur Rizespor, con cui totalizza 5 presenze in TFF 1. Lig. Nel gennaio 2019 si trasferisce, sempre in prestito, in Moldavia, allo Sheriff Tiraspol.

### Nazionale
Ha debuttato con la nazionale Under-20 polacca il 4 settembre 2014, in Polonia-Svizzera (1-1). Ha collezionato in totale, con la maglia della nazionale Under-20, due presenze. Ha debuttato con la nazionale Under-21 polacca l'8 settembre 2015, nell'amichevole pareggiata in casa contro la Svezia (0-0). Ha messo a segno la sua prima rete con la maglia della nazionale Under-21 il 6 settembre 2016, in Polonia-Ungheria (1-1), in cui ha siglato la rete del momentaneo 1-0. Ha partecipato, con la nazionale Under-21, all'europeo Under-21 del 2017.

## Palmarès

### Club

#### Competizioni nazionali
- Campionato polacco di seconda divisione: 1

Zagłębie Lubin: 2014-2015
- Coppa di Moldavia: 1

Sheriff Tiraspol: 2018-2019
- Coppa di Polonia: 1

Raków Częstochowa: 2020-2021